# الاتحاد للجماعة الإفريقية الفرنسية
الاتحاد للجماعة الإفريقية الفرنسية ( (بالفرنسية: Union pour la Communauté Franco-Africaine)‏ كان تحالفا سياسيا في النيجر.

## التاريخ
تم تشكيل تحالف من الحزب التقدمي النيجري وحزب التجمع أفريقيا في عام 1958، قبل وقت قصير من الاستفتاء على الدستور الفرنسي، وكان على رأس الحزب التقدمي حماني ديوري. كان الحزب التقدمي قد احتل المركز الثاني في انتخابات عام 1957، وفاز بـ 19 مقعدًا من أصل 60 مقعدًا فاز اتحاد القوى الشعبية من أجل الديمقراطية والتقدم بـ 41 مقعدًا آخر)، بينما تم تأسيس حزب التجمع في وقت سابق في عام 1958.
وشهدت انتخابات ديسمبر 1958 فوز التحالف بـ 49 مقعدًا من أصل 60 مقعدًا. تم إلغاء النتائج في تيساوا وزندر (حيث فاز اتحاد القوى الشعبية بمقاعدها الـ 11) في وقت لاحق بسبب المخالفات، مع منح مقاعدهم إلى الاتحاد، ومن المقرر إجراء انتخابات فرعية لزندر. ومع ذلك، تم طباعة أوراق الاقتراع فقط من أجل الحزب التقدمي، وبسبب مخاوف من العنف، لم يقدم اتحاد القوى الشعبية مرشحين، ودعا إلى المقاطعة بدلاً من ذلك. نتيجة لذلك، سيطر الاتحاد على جميع المقاعد الستين.
بعد الاستقلال، أصبحت البلاد دولة ذات حزب واحد في ظل الحزب التقدمي مع ديوري كرئيس.